# بول غيران
بول غيران (بالفرنسية: Paul Guerin)‏ (26 سبتمبر 1997 فرنسا فرنسا - ) هو لاعب كرة قدم فرنسي يلعب كحارس مرمى.

## روابط خارجية
- بول غيران على موقع قاعدة بيانات كرة القدم.إي يو (الإنجليزية)
- بول غيران على موقع Soccerway.com (الإنجليزية)
- بول غيران على موقع AS.com (الإسبانية)